# Кривоногов, Василий Яковлевич
Васи́лий Я́ковлевич Кривоно́гов (11 (24) марта 1911, с. Бигела, Ялуторовский уезд, Тобольская губерния, Российская империя — 22 апреля 1977, Свердловск, РСФСР, СССР) — советский историк, доктор исторических наук (1964), профессор (1966).

## Биография
Родился 11 (24) марта 1911 в селе Бигела Ялутуровского уезда Тобольской губернии (ныне — территория Тюменской области) в семье крестьян.
В середине 1930-х годов преподавал историю СССР в общеобразовательной школе и специальных учебных заведениях.
Поступил в Свердловский педагогический институт, который окончил в 1938 году, после чего преподавал в вузах Свердловска: Всесоюзной с/х школе им. В. И. Ленина, военно-политическом училище, своей альма-матер — Свердловском педагогическом институте, Уральском университете.
В 1948 году в Москве защитил диссертацию на соискание степени кандидата наук на тему «Ликвидация института приписных крестьян на Урале», а в 1964 году в Ленинградском университете защитил докторскую диссертацию на тему «Вольнонаёмный труд в горнозаводской промышленности Урала (1800—1860)».
Со 2-й половины 1950-х годов — декан исторического факультета Уральского университета, с 1974 года и до конца жизни — первый заведующий кафедрой историографии и источниковедения истории СССР.
Скончался 22 апреля 1977 года в Свердловске. Похоронен на Сибирском кладбище.

## Научная деятельность
Сфера научных интересов — исследование проблем истории горнозаводского Урала в XVIII - первой половине XIX вв., методология истории, источниковедение,  архивное дело. Автор свыше 60 работ, в том числе двух монографий по истории горнозаводской промышленности Урала XVIII—XIX веков (одна из которых — «Наёмный труд в горнозаводской промышленности Урала в XVIII веке». Свердловск, 1959). Награждён медалью им. Н. К. Чупина (1971).
Подготовил 6 кандидатов наук, 3 докторов наук.